# Saison 7 de Brooklyn Nine-Nine
 (février 2020).
Si vous disposez d'ouvrages ou d'articles de référence ou si vous connaissez des sites web de qualité traitant du thème abordé ici, merci de compléter l'article en donnant les références utiles à sa vérifiabilité et en les liant à la section « Notes et références ».
Chronologie
Saison 6 Saison 8
Cet article présente les épisodes de la septième saison de la série télévisée américaine Brooklyn Nine-Nine.

## Synopsis
Peralta et sa joyeuse bande du commissariat de Brooklyn sont de retour. Holt, rétrogradé, est contraint de revenir sur le terrain, avec Debbie, sa nouvelle partenaire.

## Distribution

### Acteurs principaux
- Andy Samberg (VF : Emmanuel Garijo) : Détective Jake Peralta
- Stephanie Beatriz (VF : Ingrid Donnadieu) : Détective Rosa Diaz
- Andre Braugher (VF : Thierry Desroses) : Capitaine Raymond Holt
- Melissa Fumero (VF : Hélène Bizot) : Sergent Amy Santiago
- Terry Crews (VF : Gilles Morvan) : Lieutenant Terry Jeffords
- Joe Lo Truglio (VF : Marc Perez) : Détective Charles Boyle
- Dirk Blocker (VF : Jean-François Aupied) : Détective Michael Hitchcock
- Joel McKinnon Miller (VF : Thierry Murzeau) : Détective Norm Scully

### Acteurs récurrents
- Vanessa Bayer (VF : Julie Dumas)  : Debbie Fogle
- Kenny Stevenson : Officer Mark

### Invités
- Nicole Bilderback (en) (VF : Julie Turin) : Julie Kim (épisode 2)
- Jason Mantzoukas (VF : Laurent Morteau) : Adrian Pimento (épisode 3)
- Jim Rash : Docteur Jones
- Paul Welsh : Brad Portenburg
- Christine Estabrook : Margaret Fogle, la mère de Debbie (épisode 5)
- Neil Campbell : Larry Britches
- Anna Bogomazova : Anna Rubov
- Kyra Sedgwick : Madeline Wuntch (épisode 7)
- Antonio Raul Corbo : Nikolaj Boyle (épisode 7)
- Michael McDonald : Adam Jarver
- Craig Robinson (VF : Pascal Vilmen) : Doug Judy (épisode 8)
- Nicole Byer : Trudy Judy (épisode 8)
- Mark Cuban (VF : Pierre-François Pistorio) : Lui-même (épisode 8)
- J.K. Simmons (VF : Féodor Atkine) : Frank Dillman (épisode 9)
- Bradley Whitford (VF : Daniel Lafourcade) : Roger Peralta (épisode 10)
- Martin Mull (VF : Michel Prudhomme) : Walter Peralta (épisode 10)
- Will Hines : Carl Kurm
- Winston Story : Bill Hummertrout
- Kyle Bornheimer (VF : Jérôme Pauwels) : Teddy Ramos
- Marc Evan Jackson (VF : Renaud Marx) : Kevin Cozner
- Matthew Bellows : Frank Kingston
- Jon Gabrus : Curt
- Ellie Reed : Kayla

## Épisodes

### Épisode 1:Chasse à l'homme
- États-Unis /  Canada : 6 février 2020 sur NBC / Citytv
- France : 8 février 2020 sur Canal+ Séries

- États-Unis : 2,66 millions de téléspectateurs (première diffusion)

### Épisode 2:Capitaine Kim
- États-Unis /  Canada : 6 février 2020 sur NBC / Citytv
- France : 8 février 2020 sur Canal+ Séries

- États-Unis : 1,99 million de téléspectateurs (première diffusion)

### Épisode 3:Pimemento
- États-Unis /  Canada : 13 février 2020 sur NBC / Citytv
- France : 14 février 2020 sur Canal+ Séries

- États-Unis : 1,79 million de téléspectateurs (première diffusion)

- Jim Rash (Dr Jones)

### Épisode 4:Le Championnat Jimmy Jab 2
- États-Unis /  Canada : 20 février 2020 sur NBC / Citytv
- France : 21 février 2020 sur Canal+ Séries

- États-Unis : 1,85 million de téléspectateurs (première diffusion)

### Épisode 5:Debbie
- États-Unis /  Canada : 27 février 2020 sur NBC / Citytv
- France : 28 février 2020 sur Canal+ Séries

- États-Unis : 1,74 million de téléspectateurs (première diffusion)

### Épisode 6:La Méthode Jake
- États-Unis /  Canada : 5 mars 2020 sur NBC / Citytv
- France : 6 mars 2020 sur Canal+ Séries

- États-Unis : 1,82 million de téléspectateurs (première diffusion)

### Épisode 7:Le Discours
- États-Unis /  Canada : 12 mars 2020 sur NBC / Citytv
- France : 13 mars 2020 sur Canal+ Séries

- États-Unis : 2,12 millions de téléspectateurs (première diffusion)

### Épisode 8:Le casse à l'envers
- États-Unis /  Canada : 19 mars 2020 sur NBC / Citytv
- France : 20 mars 2020 sur Canal+ Séries

- États-Unis : 2,32 millions de téléspectateurs (première diffusion)

### Épisode 9:Dillman
- États-Unis /  Canada : 26 mars 2020 sur NBC / Citytv
- France : 27 mars 2020 sur Canal+ Séries

- États-Unis : 2,14 millions de téléspectateurs (première diffusion)

- J.K. Simmons (Dillman)

### Épisode 10:Amiral Peralta
- États-Unis /  Canada : 2 avril 2020 sur NBC / Citytv
- France : 3 avril 2020 sur Canal+ Séries

- États-Unis : 2,06 millions de téléspectateurs (première diffusion)

### Épisode 11:Le casse de toutes les fêtes
- États-Unis /  Canada : 9 avril 2020 sur NBC / Citytv
- France : 10 avril 2020 sur Canal+ Séries (en VOSTFR)
- France : 1er juin 2020 sur Canal+ Séries (en VF)

- États-Unis : 2,04 millions de téléspectateurs (première diffusion)

### Épisode 12:La rançon
- États-Unis /  Canada : 16 avril 2020 sur NBC / Citytv
- France : 17 avril 2020 sur Canal+ Séries (en VOSTFR)
- France : 1er juin 2020 sur Canal+ Séries (en VF)

- États-Unis : 2,05 millions de téléspectateurs (première diffusion)

### Épisode 13:Noir, c'est noir
- États-Unis /  Canada : 23 avril 2020 sur NBC / Citytv
- France : 24 avril 2020 sur Canal+ Séries (en VOSTFR)
- France : 1er juin 2020 sur Canal+ Séries (en VF)

- États-Unis : 2,24 millions de téléspectateurs (première diffusion)